# Férfi 4 × 10 km-es sífutóváltó a 2002. évi téli olimpiai játékokon
A 2002. évi téli olimpiai játékokon a sífutás férfi 4 × 10 km-es váltó versenyszámát február 17-én rendezték a Soldier Hollow síközpontban. Az aranyérmet a norvég csapat nyerte meg. A versenyszámban nem vett részt magyar csapat.

## Végeredmény
A csapatok első és második tagja klasszikus stílusban, a harmadik és negyedik tagja szabad stílusban teljesítette a távot. Az időeredmények másodpercben értendők.
| Helyezés | Csapat | Idő                                       |
| -------- | --- | ----------------------------------------- |
| Arany    | Norvégia (NOR) · Anders Aukland · Frode Estil · Kristen Skjeldal · Thomas Alsgaard                              | 1:32:45,5 24:27,4 24:22,9 22:10,5 21:44,7 |
| Ezüst    | Olaszország (ITA) · Fabio Maj · Giorgio Di Centa · Pietro Piller Cottrer · Cristian Zorzi                       | 1:32:53,8 24:35,8 24:38,4 21:47,1 21:44,5 |
| Bronz    | Németország (GER) · Jens Filbrich · Andreas Schlütter · Tobias Angerer · René Sommerfeldt                       | 1:33:34,5 24:39,9 24:21,4 22:12,4 22:20,8 |
| 4.       | Ausztria (AUT) · Alexander Marent · Mikhail Botwinov · Gerhard Urain · Christian Hoffmann                       | 1:34:04,9 25:15,0 24:22,1 22:19,9 22:07,9 |
| 5.       | Egyesült Államok (USA) · John Bauer · Kris Freeman · Justin Wadsworth · Carl Swenson                            | 1:34:05,5 24:40,9 24:34,9 22:40,7 22:09,0 |
| 6.       | Oroszország (RUS) · Szergej Novikov · Mihail Ivanov · Vitalij Gyenyiszov · Nyikolaj Bolsakov                    | 1:34:50,1 25:17,6 24:14,3 22:34,9 22:43,3 |
| 7.       | Csehország (CZE) · Martin Koukal · Jiří Magál · Lukáš Bauer · Petr MichlMichl                                   | 1:35:31,3 25:07,9 25:30,9 21:29,6 23:22,9 |
| 8.       | Franciaország (FRA) · Alexandre Rousselet · Christophe Perrillat-Collomb · Vincent Vittoz · Emmanuel Jonnier    | 1:35:50,8 24:57,3 25:31,9 22:01,3 23:20,3 |
| 9.       | Észtország (EST) · Raul Olle · Andrus Veerpalu · Jaak Mae · Meelis Aasmäe                                       | 1:36:07,0 25:16,7 23:45,2 22:08,0 24:57,1 |
| 10.      | Svájc (SUI) · Wilhelm Aschwanden · Reto Burgermeister · Patrick Mächler · Gion-Andrea Bundi                     | 1:37:26,4 25:54,9 25:09,4 23:05,5 23:16,6 |
| 11.      | Finnország (FIN) · Kuisma Taipale · Karri Hietamäki · Teemu Kattilakoski · Sami Repo                            | 1:37:41,8 26:01,7 26:08,8 23:02,2 22:29,1 |
| 12.      | Japán (JPN) · Kozu Maszaaki · Imai Hirojuki · Horigome Micuo · Ebiszava Kacuhito                                | 1:37:50,5 26:28,4 25:34,7 22:56,5 22:50,9 |
| 13.      | Svédország (SWE) · Urban Lindgren · Mathias Fredriksson · Niklas Jonsson · Morgan Göransson                     | 1:37:59,5 25:56,4 25:35,3 22:38,4 23:49,4 |
| 14.      | Kazahsztán (KAZ) · Andrej Golovko · Pavel Rjabinyin · Nyikolaj Csebotyko · Andrej Nyevzorov                     | 1:38:20,8 24:39,2 26:38,0 23:42,2 23:21,4 |
| 15.      | Fehéroroszország (BLR) · Raman Virolajnyen · Mikalaj Szemjanyaka · Aljakszandr Szannyikav · Szjarhej Dalidovics | 1:42:12,0 25:54,0 27:24,8 24:51,1 24:02,1 |